# Cockerelliella karmardini
Cockerelliella karmardini là một loài côn trùng cánh nửa trong họ Aleyrodidae, phân họ Aleyrodinae.
Cockerelliella karmardini được Corbett miêu tả khoa học đầu tiên năm 1935.